# Dalmacio Iglesias García
Dalmacio Iglesias García (Santibáñez el Bajo, província de Cáceres, 5 de desembre de 1879 - Barcelona, 13 de gener de 1933) fou un advocat i polític espanyol tradicionalista, diputat a les Corts Espanyoles durant la restauració borbònica.

## Biografia
Treballà com a funcionari al Ministeri d'Hisenda d'Espanya, dirigí la revista La Voz de la Tradición i compongué l'estudi jurídic Capacidad jurídica de la mujer casada (1906). A les eleccions generals espanyoles de 1910 fou elegit diputat per Comunió Tradicionalista per la circumscripció de Girona, i el 1918 fou nomenat senador per la província de Tarragona. Representà un corrent del carlisme menys regionalista que el dirigit per Miquel Junyent i Rovira. A les eleccions generals espanyoles de 1916 fou candidat per Girona, però la negativa a votar-lo pel sector regionalista provocà el trencament de la Junta Regional Tradicionalista.